# Mecklenburgisches Staatstheater Schwerin

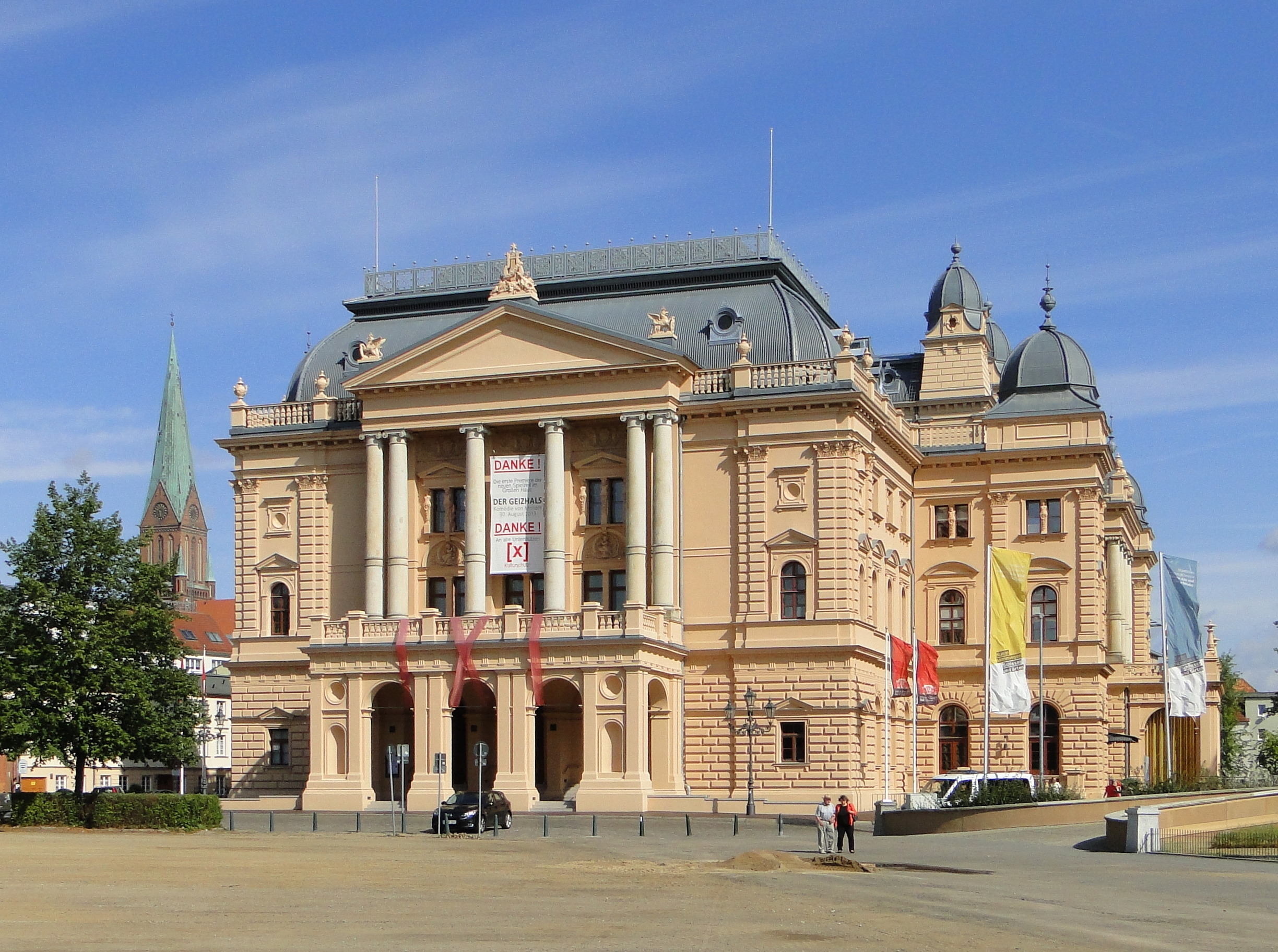
Staatstheater, Großes Haus

Das Mecklenburgische Staatstheater ist ein Sechsspartentheater in der Landeshauptstadt Schwerin. Neben zahlreichen Neuinszenierungen veranstaltet das Theater jährlich die Schlossfestspiele Schwerin.

## Geschichte

### Gründung der Mecklenburgischen Staatskapelle Schwerin
Als Beginn der Schweriner Musik- und Theatergeschichte wird allgemein der 17. Juni 1563 betrachtet, als Herzog Johann Albrecht I. von Mecklenburg den Kapellmeister David Köler (* vor 1532, † 1565) zum Hofkapellmeister berief und ihm gleichzeitig den Auftrag zur Gründung einer Hofkapelle erteilte. Diese Hofkapelle ist der Ursprung der heutigen Mecklenburgischen Staatskapelle Schwerin, die nach der Sächsischen Staatskapelle Dresden und dem Staatsorchester Kassel als drittältestes Orchester Deutschlands gilt.

### Die Schönemannsche Gesellschaft und die Schauspielakademie (1750–1756)
In der Mitte des 18. Jahrhunderts war die von Johann Friedrich Schönemann geleitete Schönemannschen Gesellschaft die beste Theatertruppe Deutschlands. Der theaterfreundliche Herzog Christian Ludwig II. holte die Truppe 1750 an den Mecklenburger Hof. Anfang August 1751 ernannte der Herzog sie zu seinen Hofkomödianten. Wichtigstes Mitglied der Schönemannschen Gesellschaft war Conrad Ekhof. Er galt als einer der besten deutschen Schauspieler des 18. Jahrhunderts. Am 5. Mai 1753 gründeten Ekhof und Schönemann die Academie der Schönemannschen Gesellschaft, die erste deutsche Schauspielerakademie. Der wichtigste Schwerpunkt der Akademie galt der Theorie und Methode der Schauspielkunst. Ekhof war der erste deutsche Schauspieler, der gleichzeitig auch als Theoretiker des tätig Theaters war. Die Akademie bestand insgesamt nur dreizehn Monate bis zum 15. Juni 1754. Nach dem Tod von Herzog Christian Ludwig II. übernahm Friedrich der Fromme 1756 die Regierung in Mecklenburg-Schwerin. Das führte auch zum Ende der Schönemannschen Gesellschaft.

### Das Theater unter Friedrich dem Frommen und Friedrich Franz I. ab 1756
Unter der Regierung Friedrichs des Frommen ab 1756 verlagerte sich der Schwerpunkt der Musik von der Theater- und Tanzmusik zur Kirchenmusik. Die Mecklenburg-Schweriner Hofkapelle musste ab 1767 (für 70 Jahre) ihren Sitz in der neuen Residenzstadt Ludwigslust nehmen. Ab 1790 kam es zu Opernaufführungen in Ludwigslust. 1801 gründete Friedrich Franz I. von Mecklenburg eine zunächst nur neunköpfige Kapelle mit dem Namen Harmonie, die 1839 mit der bereits bestehenden Hofkapelle vereinigt wurde. 1840 fand in Schwerin das Zweite Norddeutsche Musikfest statt, bei dem unter Leitung von Felix Mendelssohn Bartholdy 150 Orchestermusiker und 340 Chorsänger auftraten.
1788 hatte Friedrich Franz I. das 1698 am Alten Garten in Schwerin erbaute Ballhaus und spätere Reithaus zum Schauspielhaus umbauen lassen.

### Das Schweriner Hoftheater ab 1836

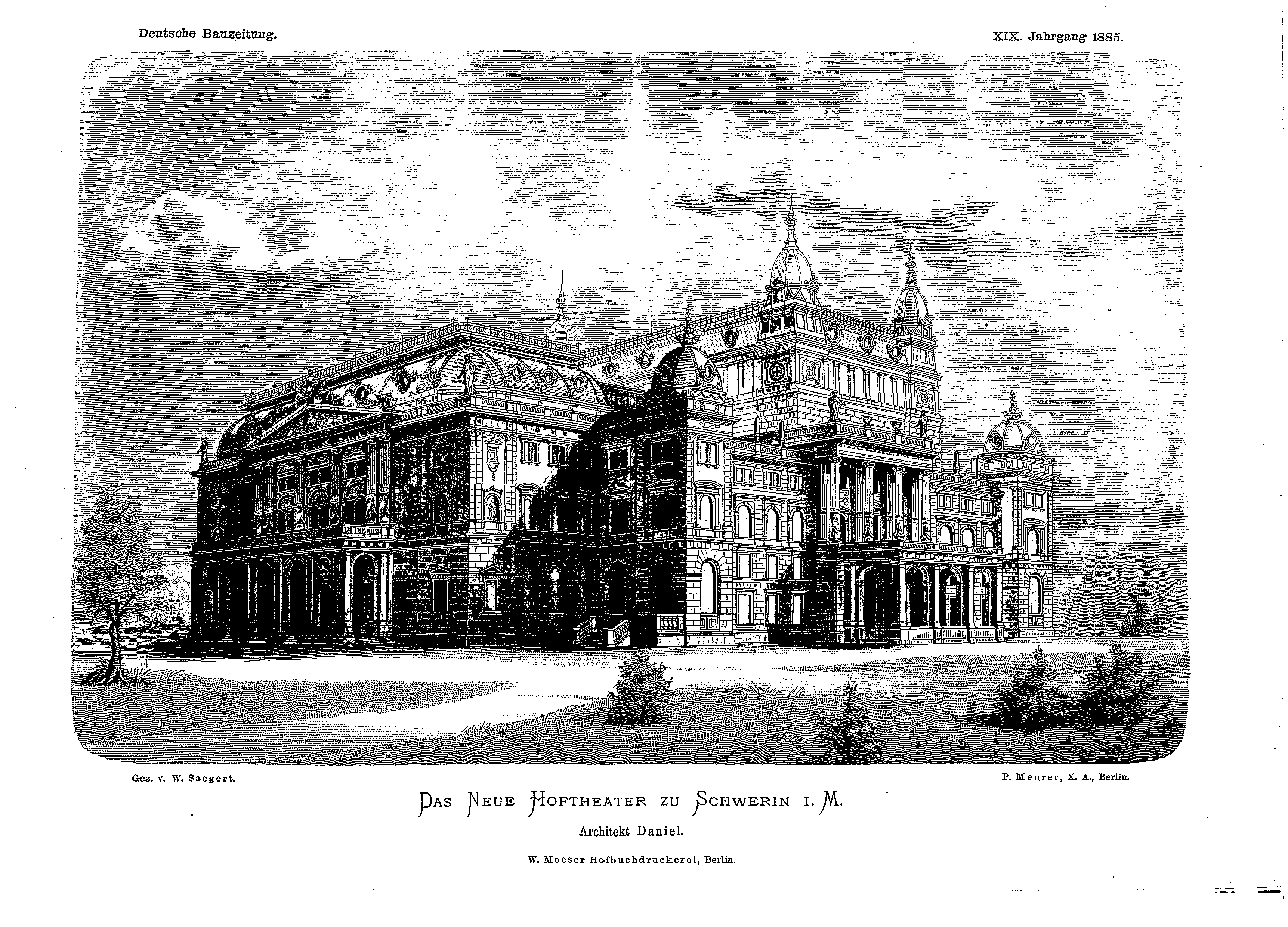
Schwerin Hoftheater nach Plänen von Georg Daniel (Deutsche Bauzeitung 1885)

In der Nacht zum 23. April 1831 brannte das 1788 ausgebaute Schauspielhaus ab. Hierdurch war es erforderlich ein neues Theater in Schwerin zu errichten. Der betagte Großherzog Friedrich Franz I. fasste, wahrscheinlich von seinem Enkel, dem kunstliebenden Erbgroßherzog Paul Friedrich dazu angeregt, den Entschluss, ein richtiges Hoftheater zu gründen. Im Dezember 1833 wurde dem Direktor Krampe der Titel eines Hofschauspieldirektors verliehen und sein Zuschuss auf das Doppelte erhöht.
Da der Großherzog auch zu repräsentieren hatte, sollte ihm sein Oberlandbaumeister Wünsch ein „(zweck)mäßig doch nicht zu kostspieliges“ Schauspielhaus auf dem Alten Garten errichten. Wünsch beauftragte den jungen aufstrebenden Baumeister Georg Adolf Demmler mit dem Projekt. Dieser fertigte mit vielen Anlehnungen an den Berliner Architekten und Bauakademieleiter Karl Friedrich Schinkel einen Entwurf, welcher das Wohlgefallen Friedrich Franz I. fand. Der künftige Herrscher Paul Friedrich konnte jedoch maßgebliche Änderungen des Entwurfes durchsetzen. Am 17. Januar 1836 wurde das neue Hoftheater schließlich eingeweiht. Obgleich seine Regierungszeit erst im Februar 1837 begann, war Paul Friedrich der eigentliche Schöpfer des Hoftheaters. Er wollte sich seine künftige Residenz – Schwerin – nach Kräften verschönern. Da er und seine Gemahlin Alexandrine (1803–1892) eine große Vorliebe für das Theater hatten, besuchten sie häufig Krampes Vorstellungen. Alexandrines und Paul Friedrichs Einfluss ist es zu verdanken, dass der Neubau des Schauspielhauses bedeutend stattlicher ausfiel, als er ursprünglich geplant war.

### Die Zeit von 1886 bis 1945
Das von Hofbaumeister Georg Adolf Demmler in klassizistischem Stil erbaute Theater brannte im April 1882 während einer Vorstellung ab. Das Theater zog zunächst in ein provisorisch errichtetes Holzgebäude auf dem Bahnhofsvorplatz, das Platz für 1100 Zuschauer bot und die Fortsetzung des Spielbetriebs während der Neubauphase ermöglichte. 1886 konnte das nunmehr Großherzogliche Hoftheater den Spielbetrieb nach fünfjähriger Bauzeit im neuen Gebäude am Alten Garten wieder aufnehmen.
Am 15. November 1918 wurde das Theater in Landestheater umbenannt. 1926 erhielt es die Bezeichnung Mecklenburgisches Staatstheater. In dieser Zeit wurde die Niederdeutsche Bühne dem Staatstheater angeschlossen. Der Spielbetrieb dauerte bis zum 31. August 1944, dem Tag der Schließung aller Theater durch Reichspropagandaminister Goebbels, an.

### Wiederbeginn nach dem Zweiten Weltkrieg
Nach dem Zweiten Weltkrieg konnte der Spielbetrieb in dem von Zerstörungen verschont gebliebenen Gebäude unmittelbar wieder aufgenommen werden. Von Mai 1945 bis 1947 war Werner Bernhardy Intendant, danach der Berliner Schauspieler und Regisseur Josef R. Lorandt für wenige Monate bis zu seinem Tod, danach leitete ein Kuratorium, dem unter anderem Edgar Bennert und Lucie Höflich angehörten, das Haus.

### Kurt Masur in Schwerin
1958 kam Kurt Masur von der Dresdner Philharmonie nach Schwerin. Mit seinen jungen 31 Jahren, musste der spätere Ausnahmedirigent in Schwerin seine ersten großen Herausforderungen meistern. Hier erhielt er seine erste Leitungsfunktion als Musikalischer Oberleiter der Mecklenburgischen Staatskapelle. Mit ihr feierte er zwei Jahre einen Erfolg nach dem anderen. Die Kritiker überschlugen sich mit Lob in ihren Rezensionen. Unter seiner Ägide kam es zu vielen Uraufführungen. Kurt Masur erregte Aufmerksamkeit weit über die Grenzen der Region hinaus und sein Talent blieb auch anderen Häusern nicht verborgen. So führte ihn sein künstlerischer Weg 1960 schon wieder weg von Schwerin als Musikdirektor an die Komische Oper Berlin. Der damalige Musikalische Oberleiter am Schweriner Staatstheater beendete seine kurze, aber doch glanzvolle Zeit mit einer Aufführung von Carmina Burana.

### Das Wirken von Christoph Schroth in Schwerin (1974–1989)

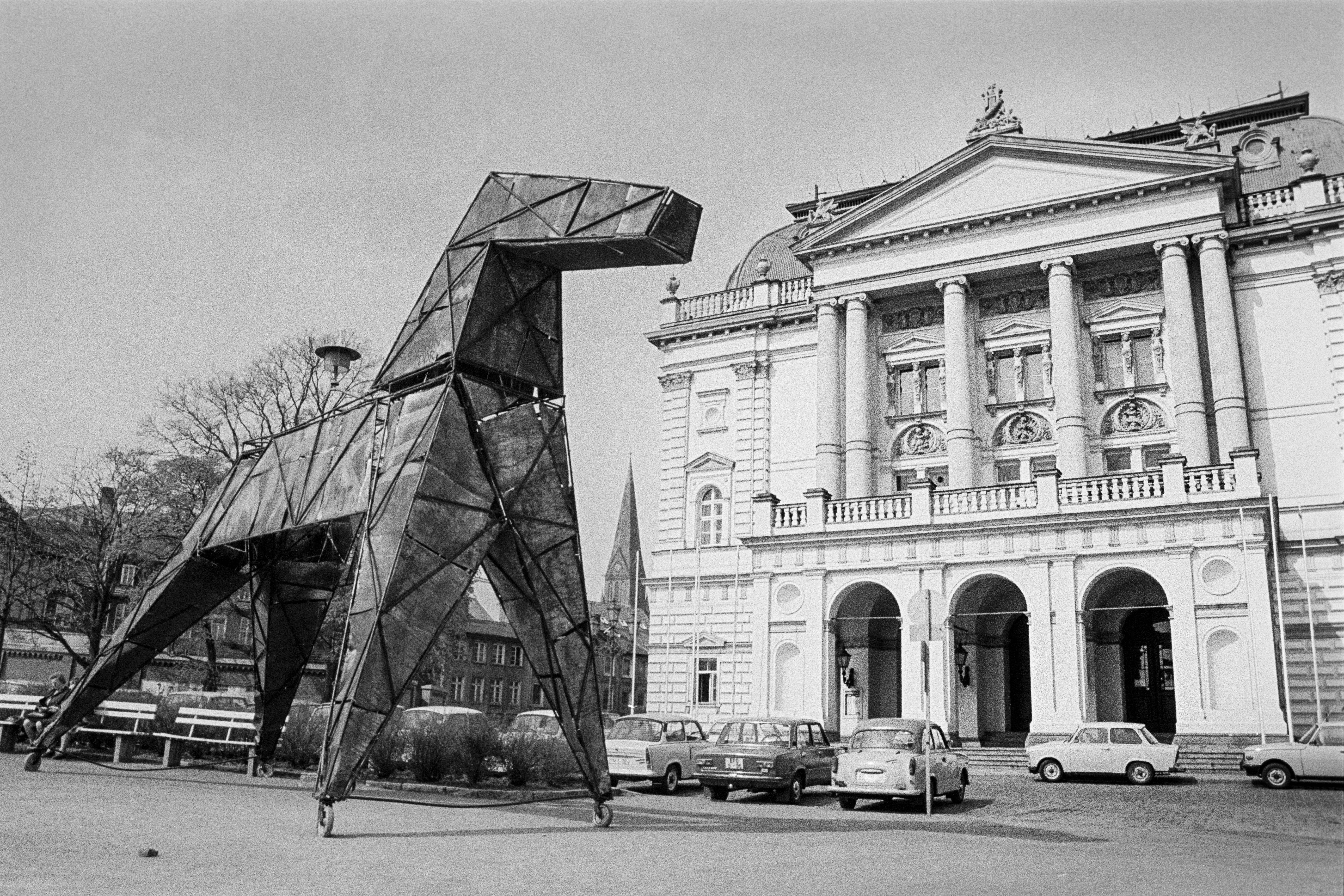
Trojanisches Pferd vorm Staatstheater (Antike Entdeckungen)

Unter der Schauspielleitung von Christoph Schroth erlebte das Mecklenburgische Staatstheater eine Hoch-Zeit des Schauspiels. Von 1974 bis 1989 wurde das Haus zur Pilgerstätte für Theaterfans, die herausfordernde Inszenierungen, wie „Trommeln in der Nacht“, „Wintermärchen“ oder „Franziska Linkerhand“ sehen wollten. Es wurden Stücke von Heiner Müller, Thomas Brasch, Lothar Trolle und Irina Liebmann gezeigt – Stücke die andernorts in der DDR nicht aufgeführt wurden. Bei Schroths „Entdeckungen“ wurde das Haus von der Eingangshalle bis unters Dach zum öffentlichen Forum, wo vom Kabarett bis zur Tragödie Beziehungen zwischen Individuum und Gesellschaft durchgespielt, Utopien und Konflikte akzentuiert wurden. Zum Menetekel für den nahen Untergang der DDR wurde der Volksliederabend Die Freie Deutsche Jugend stürmt Berlin, der innerhalb der DDR-Entdeckungen von 1988 gezeigt wurde. Schauspieler sangen sozialistische Lieder aus der Zeit des Aufbaus der DDR, über ihnen ihre Jugendbildnisse. Schroth machte die Differenz zwischen dem einstmals Erhofften und dem Realzustand auf schmerzhafte und zugleich heitere Weise sichtbar. Dieser Liederabend wurde zu einem der größten Erfolge Schroths in Schwerin.
Die sensationelle Inszenierung der beiden Teile von Goethes „Faust“ an einem Abend erregte auch Aufsehen auch im Westen Deutschlands. Die „Antike-Entdeckungen“ gastierten beim Theater der Nationen in Nancy sowie bei den Wiener Festwochen, wurden auch in Berlin und zum Teil in Athen gezeigt.
Von 1984 bis 1986 leitete Schroth neben seiner Tätigkeit als Schauspieldirektor auch als kommissarischer Intendant das Mecklenburgische Staatstheater.

### Das Mecklenburgische Staatstheater seit 1990

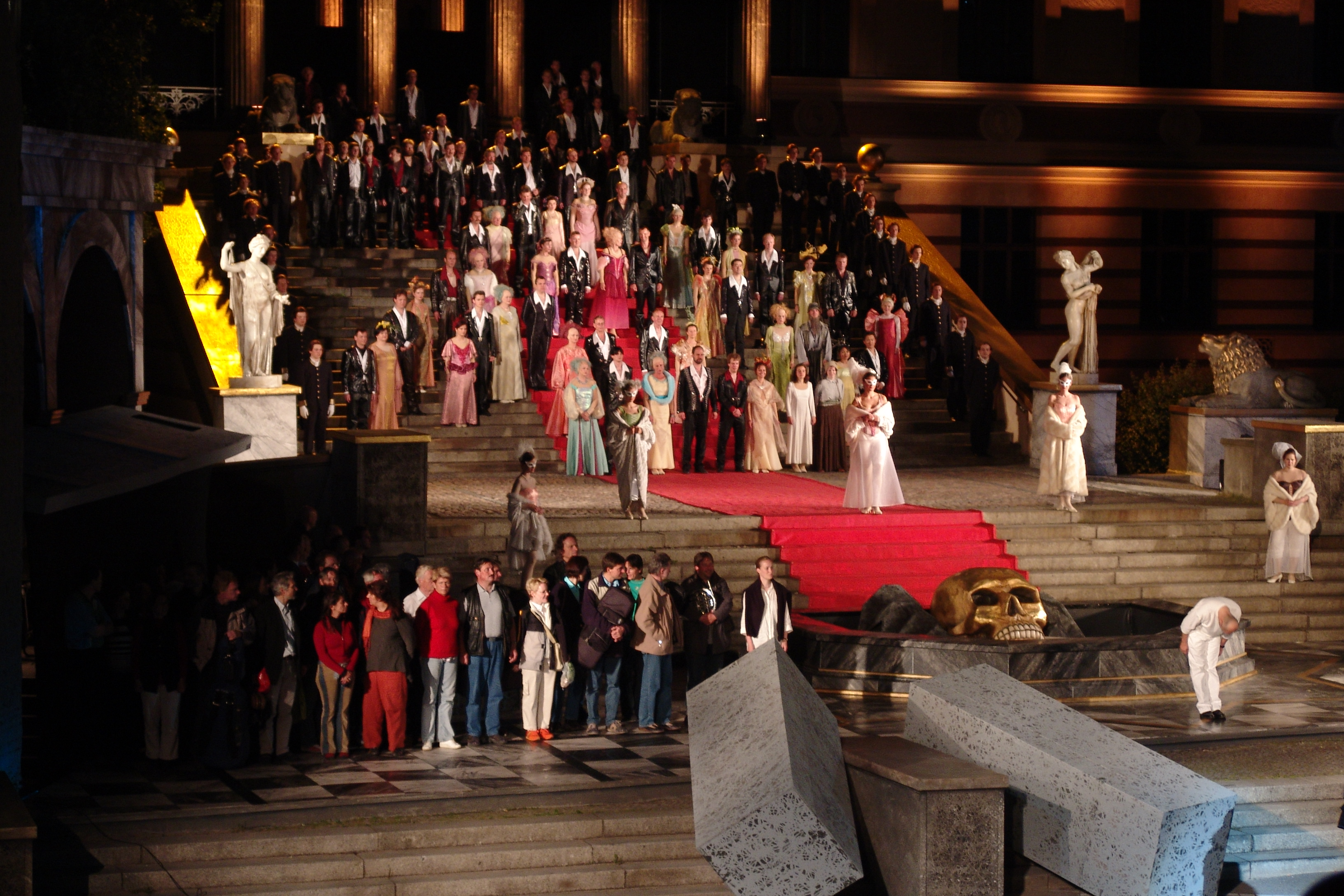
Schlossfestspiele 2005: Rigoletto, Generalprobe am 15. Juni 2005,

Seit 1993 finden jeden Sommer die Schlossfestspiele statt, deren Kulisse seit 1999 vom Innenhof des Schweriner Schlosses auf den Alten Garten verlegt wurde. In jenem Jahr wurde mit Aida eine Besucherzahl von mehr als 50.000 Personen erreicht. Der bisherige Zuschauerrekord mit über 70.000 Besuchern gelang 2001 mit der Verdi-Oper Nabucco.
2011 wurde das Theater zum Berliner Theatertreffen mit Herbert Fritschs Inszenierung von Gerhart Hauptmanns Der Biberpelz eingeladen.
2011 präsentierten die Schlossfestspiele Der Freischütz von Carl Maria von Weber aufgrund der Sanierung des Alten Gartens zum ersten Mal auf der Freilichtbühne im Schweriner Schlossgarten. 2012 gingen die Besucherzahlen leicht zurück. Mit Leonard Bernsteins West Side Story, der ersten Musical-Produktion auf dem Alten Garten, besuchten 2017 erstmals wieder deutlich mehr Besucher als im Vorjahr die Festspiele. 2018 bespielt das Theater erstmals sowohl den Alten Garten Schwerin (mit der Oper Tosca) als auch den sanierten Schlossinnenhof (mit dem Schauspiel Dracula). Für 2019 sind auf dem Alten Garten das Musical Anatevka und im Schlossinnenhof das Schauspiel Cyrano de Bergerac geplant.
Zum 1. August 2016 fusionierte die ehemalige Mecklenburgisches Staatstheater Schwerin gGmbH (in der Trägerschaft der Landeshauptschaft Schwerin) mit dem ehemaligen Zweckverband Mecklenburgisches Landestheater Parchim (in Trägerschaft des Landkreises Ludwigslust-Parchim und der Stadt Parchim) zur heutigen Mecklenburgisches Staatstheater GmbH. Das Land Mecklenburg-Vorpommern übernahm als Hauptgesellschafter zu 74,9 % die Trägerschaft des Theaters. Das Mecklenburgische Staatstheater ist damit das bisher einzige Staatstheater Mecklenburg-Vorpommerns.
Im Rahmen der von der Landesregierung und dem damaligen Minister für Bildung, Wissenschaft und Kunst, Mathias Brodkorb (SPD), initiierten landesweiten Theaterstrukturreform muss das Theater neben der Fusion weitere erhebliche Konsolodierungsleistungen erbringen, die u. a. zur Reduktion der Produktionszahl und Veranstaltungen des Theaters führen. Neben der Mecklenburgischen Staatskapelle Schwerin, die mit 58 Stellen das kleinste A-Orchester Deutschlands ist, musste u. a. der Opernchor auf 24 und das Ballett-Ensemble auf 14 Mitglieder reduziert werden. Außerdem erhalten Mitglieder von Orchester und Opernchor im Rahmen von Haustarifverträgen lediglich 84 % bzw. 90 % der ihnen nach Flächentarifvertrag zustehenden Vergütung. Die Kompensation erfolgt v. a. durch zusätzliche Freizeit. Im Gegenzug übernimmt das Land die Hauptverantwortung für die gesamte GmbH sowie baulich für das historische Hauptgebäude am Alten Garten und unterstützte den Neubau einer Theaterspielstätte am Standort Parchim als Ersatz für das seit 2014 wegen erheblicher Sicherheitsmängel geschlossene ehemalige Theatergebäude des Mecklenburgischen Landestheaters in der Parchimer Blutstraße.
Träger der GmbH sind das Land Mecklenburg-Vorpommern (74,9 %), Der Landkreis Ludwigslust-Parchim (10 %), die Landeshauptstadt Schwerin (10 %) und die Stadt Parchim (5,1 %).
Generalintendant und Geschäftsführer ist seit dem 1. August 2021 Hans-Georg Wegner, kaufmännischer Geschäftsführer ist Christian Schwandt. Die künstlerische Leitung des Theaters besteht außerdem aus dem Generalmusikdirektor Mark Rohde, Judith Lebiez (Operndirektorin), Emil Roijer (Geschäftsführender Operndirektor), Nina Steinhilber (Schauspieldirektorin), Xenia Wiest (Ballettdirektorin), Rolf Petersen (Direktor der Fritz Reuter Bühne), Thomas Ott-Albrecht (Intendant des Jungen Staatstheaters Parchim) und Tina Koball (Leiterin Theaterpädagogik und Partizipation).
Das Bauwerk ist seit 2024 als Teil des Residenzensembles Schwerin UNESCO-Welterbe.

### Uraufführungen in Schwerin (Auswahl)
- 11. November 1846: Ring-Uraufführung von Heinrich Laubes Die Karlsschüler in Dresden, München und Schwerin
- 8. Dezember 1875: Uraufführung von Christian Dietrich Grabbes Kaiser Friedrich Barbarossa
- 10. Dezember 1875: Uraufführung von Christian Dietrich Grabbes Kaiser Heinrich VI.
- 28. Oktober 1987: Uraufführung von Georg Seidels Carmen Kittel
- 28. Januar 1995: Uraufführung von Einar Schleefs Totentrompeten, Teil 1[7]
- 1997 und 2000 wurden Teil 2 und Teil 3 von Einar Schleefs Totentrompeten in Schwerin unter der Regie von Ernst M. Binder uraufgeführt.

### Intendanten
- Friedrich von Flotow 1855–1863
- Gustav Gans zu Putlitz 1863–1867
- Alfred von Wolzogen 1867–1883
- Carl von Ledebur 1883–1910

...
- Werner Bernhardy 1945–1947
- Josef R. Lorandt 1947
- (Leitung durch ein Kuratorium) 1947–1948
- Otto Kähler 1948–1949 // Lucie Höflich 1947–1950 (?)
- Edgar Bennert 1949–1951 kommissarisch, 1951–1960

...
- Martin Hellberg 1962–1963, Generalintendant

...
- Christoph Schroth 1974–1989, Intendant[8]
- Fritz Wendrich 1981–1982 (?), Generalintendant
- Joachim Kümmritz, 1993–1999 Geschäftsführender Intendant, 1999–2016 Generalintendant
- Lars Tietje, 2016–2021 Generalintendant
- Hans-Georg Wegner, seit 2021 Generalintendant

## Architektur
Der Nachfolgebau des Demmlerschen Theaters wurde von Hofbaumeister Georg Daniel entworfen und in den Jahren 1883 bis 1886 fertiggestellt. Bauherr war Großherzog Franz Friedrich III. Hinter seiner Neorenaissance-Fassade gestaltete der Architekt Georg Daniel einen neobarocken Zuschauerraum mit drei Rängen und rund 540 Plätzen sowie sehenswerte Foyers. Am Tag der Eröffnung am 3. Oktober 1886 stellte der Neubau einen der seinerzeit fortschrittlichsten Theaterbauten der Welt dar. Baurat Georg Daniel der die Pläne für ein neues Theatergebäude lieferte wurde zeitgleich anlässlich der Eröffnung des Theaters von Friedrich Franz III. zum Oberbaurat befördert. Das nach den modernsten Erkenntnissen errichtete und ausgestattete Gebäude verfügte sogar über eine Versorgung mit elektrischen Licht aus eigenem Elektrizitätswerk. Von 1919 bis 1933 diente das Staatstheater als erstes demokratisches Parlament und Landtag des Freistaates Mecklenburg-Schwerin.
Im Theater gibt es verschiedene Seltenheiten zu entdecken wie zum Beispiel den Schmuckvorhang von 1886 mit einem Gemälde von Ernst Hartmann, eine Walcker-Orgel und eine Bühnenorgel von 1883 sowie Effektmaschinen aus dem 19. Jahrhundert.

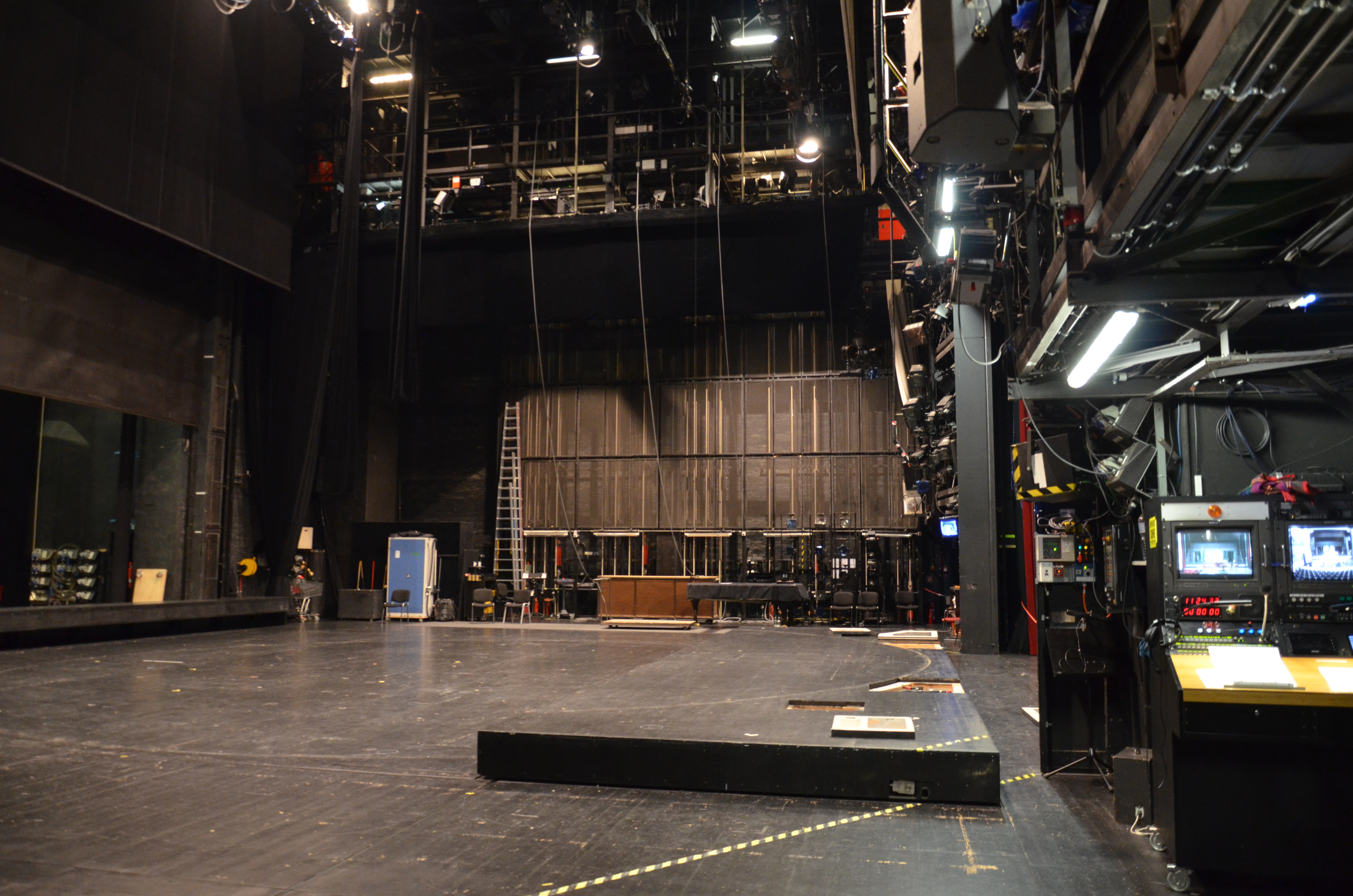
Bühne
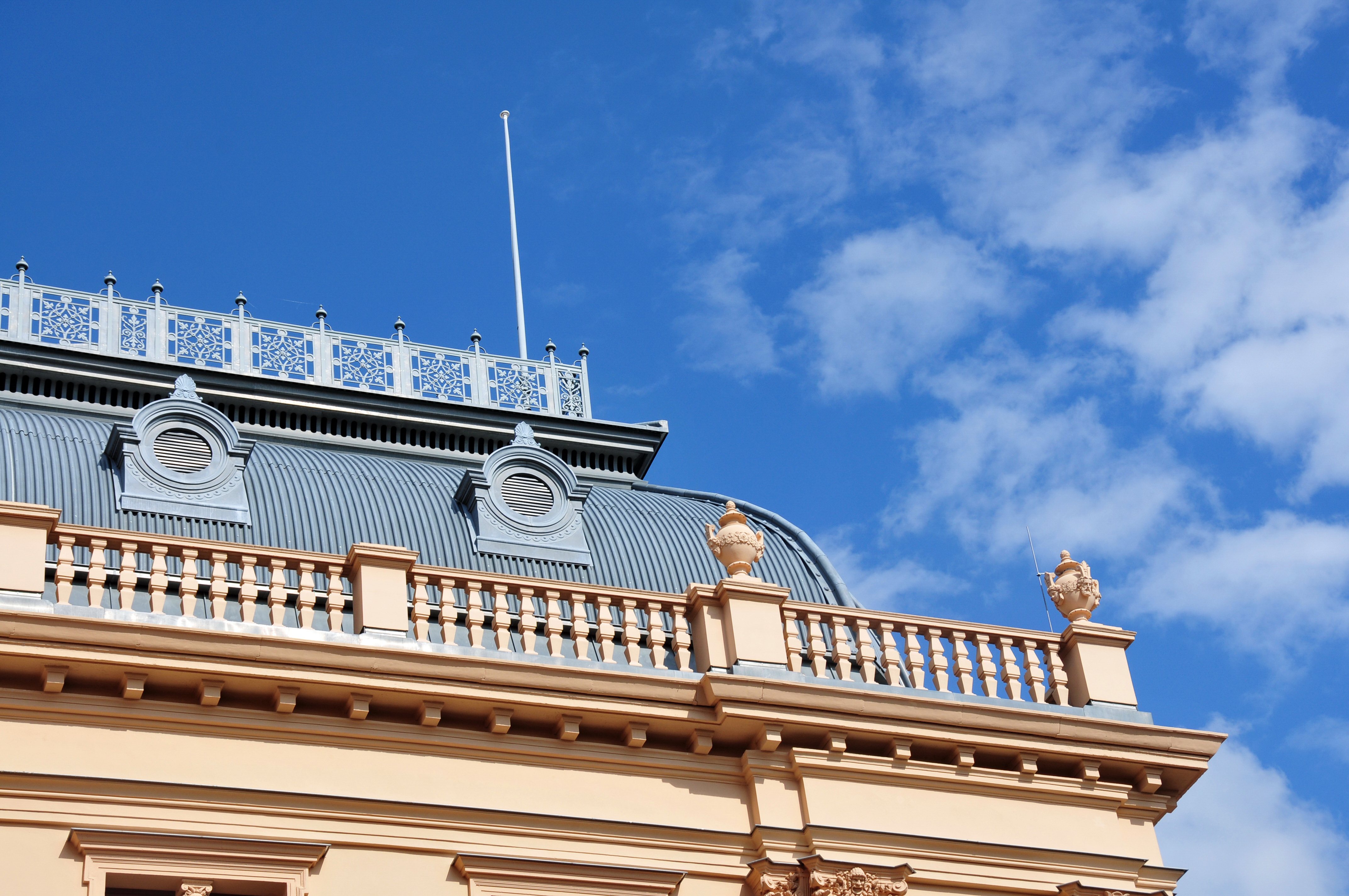
Typische verdeckte Dachkonstruktion und geschmückte Gesimse im Stil der Neorenaissance
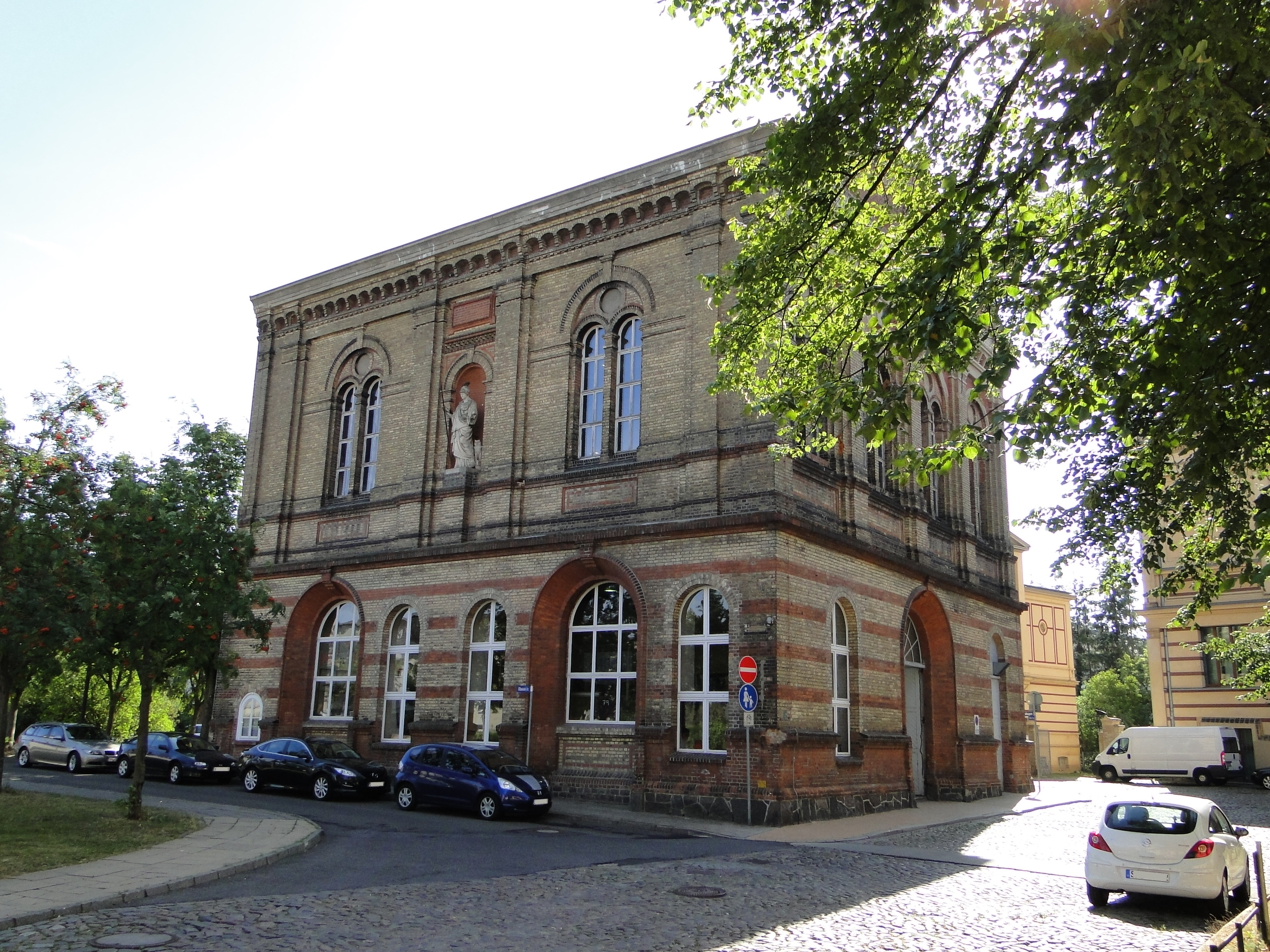
Kulissenhaus
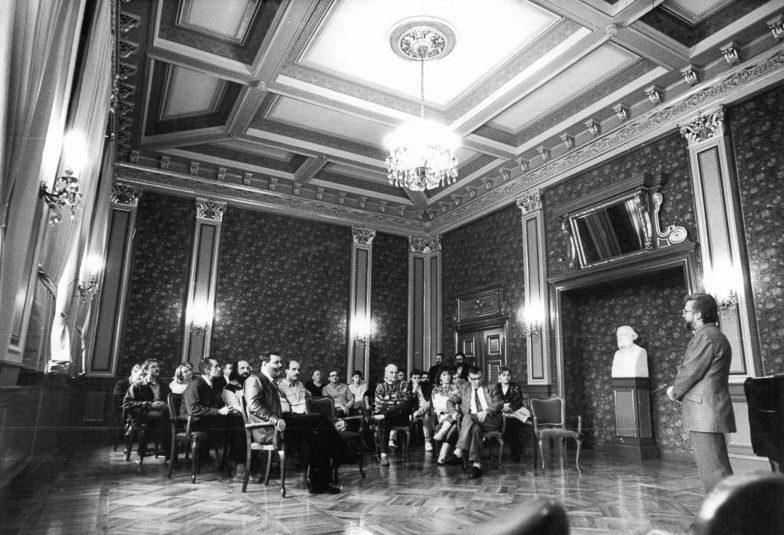
Das restaurierte Flotow-Zimmer (1989)

## Theaterbetrieb
Die jährlichen Gesamtbesucherzahlen liegen bei ca. 180.000 Personen, was proportional zur Größe der Stadt Schwerins, die ca. 96.000 Einwohner hat, eine beachtliche Leistung ist. Pro Jahr bringt das Theater an beiden Standorten bis zu 30 Neuinszenierungen in den verschiedenen Sparten heraus. Das Haus wird weit über die Region hinaus als Kultur-Leuchtturm wahrgenommen.
Beide Vorgängertheater – das Mecklenburgische Staatstheater Schwerin und das Mecklenburgische Landestheater Parchim – sind stark in der jeweiligen Stadtgesellschaft verankert. Der „Verein der Freunde und Förderer des Mecklenburgischen Staatstheaters Schwerin e. V.“, der ergänzend über eine Bürgerstiftung verfügt, ist mit über 1200 Mitgliedern einer der größten Theaterfördervereine.

### Sparten
Das Mecklenburgische Staatstheater bietet Aufführungen in den Sparten
- Musiktheater (Oper, Operette, Musical)
- Schauspiel
- Ballett
- Niederdeutsches Schauspiel (Fritz-Reuter-Bühne)
- Kinder- und Jugendtheater (Junges Staatstheater Parchim)
- Konzert (Mecklenburgische Staatskapelle Schwerin)

Darüber hinaus finden an den Spielstätten Gastspiele und Sonderveranstaltungen statt. In mehreren Spielclubs an den Standorten Schwerin und Parchim spielen bzw. tanzen außerdem Bürgerinnen und Bürger unter der Betreuung professioneller Künstlerinnen und Künstler des Hauses.

### Spielstätten
Neben dem historischen Großen Haus am Alten Garten samt Konzertfoyer finden Aufführungen auch in der M*Halle sowie am Standort Parchim in der Kulturmühle Parchim statt. Ein Höhepunkt jeder Spielzeit sind die Schlossfestspiele des Mecklenburgischen Staatstheaters Schwerin, die jährlich große Veranstaltungen als Open-Air-Erlebnisse im Schlossinnenhof und auf der Freilichtbühne Schwerin präsentieren.

## Conrad-Ekhof-Preis
Die Gesellschaft der Freunde des Mecklenburgischen Staatstheaters Schwerin e. V. verleiht seit 1998 jährlich gemeinsam mit einem Sponsor den Conrad-Ekhof-Preis an eine herausragende Künstlerin bzw. einen herausragenden Künstler des Theaters.

## Ehrenmitglieder
| Name                | Lebensdaten | Jahr der Ernennung |
| ------------------- | ----------- | ------------------ |
| Rosa Otto-Martineck | 1836–1928   | 1897               |
| Theodor Wachtel     | 1823–1893   | ?                  |